# District historique de Peninsula Village
Le district historique de Peninsula Village – ou Peninsula Village Historic District en anglais – est un district historique du comté de Summit, dans l'Ohio, aux États-Unis. Inscrit au Registre national des lieux historiques depuis le 23 août 1974, il est situé immédiatement à l'extérieur des limites du parc national de Cuyahoga Valley.